# زوجتي وأطفالي
زوجتي وأطفالي (بالإنجليزية: My Wife and Kids)‏ هو مسلسل أمريكي كوميدي مضحك بثّ على قناة الـأي بي سي من 28 مارس 2001 وحتى 17 مايو 2005، من بطولة دامون وايانز وتيشا مارتن كامبل، ينتجه استوديوهات أي بي سي أبدعه ويانز ودون ريو
عرض شخصية مايكل كايل زوجاً محباً، من العصر الحديث يحكم بيته بأبوة فريدة ومتميزة، حيث يعلم أطفاله الثلاثة بعضًا من دروس الحياة، وهو يفعل ذلك بطريقته المميزة من الحكمة والانضباط وروح الفكاهة.

## المقدمة
المسلسل يستند إلى التاجر العصامي مايكل كايل ديمون وايانس الذي يرعى أسرته في ضواحي ستامفورد بولاية كونيتيكت. عائلته تتكون من الأم والزوجة جانيت «جاي» كايل (تيشا كامبل مارتن)، وثلاثة أطفال: مايكل كايل الابن (جورج O. غور الثاني)، كلير كيلي (جاز رايكول - في وقت لاحق جنيفر فريمان) - وكادي كايل الصغير (باركر بوسي ماكينا).

### تاريخ البث
العرض تم إنشاؤه من قبل دون ريو، كريس سكانتلي، ودامون وايانز. تم بثه في الولايات المتحدة على المحطات المحلية المختلفة وفي المملكة المتحدة على Living وVirgin 1. وبدأ بث هذا المسلسل بالجودة العالية على أي بي سي للعائلة في أيلول / سبتمبر 2008. كما تم بث هذا المسلسل في أستراليا، بلجيكا، كندا، البرازيل، ساموا، جنوب أفريقيا كينيا وسنغافورة وتنزانيا والهند وباكستان والفلبين وبنغلاديش ودولة الإمارات العربية المتحدة وقطر وإيطاليا وهولندا وقبرص ونيوزيلندا، فرنسا وألمانيا وبولندا والمجر

## طاقم العمل
الجاز رايكول (في البداية كلير) غادرت بعد الموسم الأول، وأُعلن أنها انسحبت من المسلسل بسبب مخاوف والدتها من الموسم الثاني في القصة التي تجد رايكول (ككلير) فيها صديقتها شارمين (التي تجسدها Raven - Symoné) أصبحت حاملا. الممثلة البديلة جنيفر فريمان تم الاستعانة بها في نفس الدور بنفس الأحداث. بالنظر إلى أن فريمان لا تشبه الممثلة الأولى، عرض الموسم الثاني («أمي بعيدا») بشكل غير مباشر ما يشير إلى التغيير: عند دخول كلير، مايكل لاحظ اختلافًا في إبنته، ويعلن، «أنا لا أعرف ما هذا، ولكنك تبدين وكأنك شخص جديد كليًا !»
خلال الموسم الثالث، انضم عازف البيانو الموهوب نوح جراي كابي إلى طاقم العمل كفرانكلين وهو زميل لكادي الصغير في اللعب. على الرغم من كونه زميل في اللعب هو وفرانكلين كادي بشكل أصح «صديق وصديقته».
أيضًا، على الرغم من أن الموسم الثالث سيبدأ مع الممثلة ميغان جيد للعضو الجديد كصديقته فانيسا، لكنها استبدلت بعد خمس حلقات بالممثلة سودانو بروكلين (ابنة المغني دونا سامر) لأسباب لم يُكشف عنها. خلافا للتغيير في دور كلير، لا يوجد مرجعية على الشاشة تمت بشأن هذا التغيير. العلاقة بين الزوج البارع خلال هذا الموسم، أدت إلى أن تصبح فانيسا حاملًا في نهاية الموسم، وإقامة المسلسل على أساس سياق هذه القصة للفترة المتبقية من العرض. ويصبحون آباء في الموسم الرابع النهائي.
في منتصف الموسم الثاني، كلير تبدأ علاقة مع شاب ذي توجهات دينية توني، يصوره الممثل الصغير اندرو ماكفارلين. وتظل العلاقة بينهما حتى نهاية المسلسل. في الحلقة "Breaking Up and Breaking It ،" يظهر ماكفرلين كروجر، حب كلير الأول.

## الشخصيات

### الرئيسية
- دامون وايانز -- مايكل ريتشارد كيلي، الوالد.

مايكل ' ويعتبر الأطفال رعاى الأب ولكن متعجرف قليلا وزوج محب، لكن متعجرف مقارنة بمارتن باين في سيت كوم مارتن.
- تيشا كامبل مارتن -- جانيت ماري 'جاي' كايل، الأم.
- جورج O. غور الثاني -- مايكل ريتشارد كيلي، الابن (ويعرف أيضا باسم اكا الأبن)، الطفل وابنه الأول.
- جاز رايكول -- كلير كايل # 1 وابنته والطفل الثاني (الموسم رقم واحد).
- جنيفر فريمان -- كلير كايل # 2 وابنته والطفل الثاني (من الموسم الثاني وحتى نهاية هذا المسلسل).
- باركر ماكينا بوسي -- كادي كايل ، ابنة والطفلة الثالثة.
- نواه غراي، كابي -- فرانكلين الوشيوس مومفورد ، رفيق كادي العبقرية في اللعب / «الصديق» (الموسم الثلاث وحتى نهاية هذا المسلسل).
- ميغان جود -- فانيسا سكوت ، صديقة جونيور (الموسم الثالث).
- بروكلين سودانو -- فانيسا سكوت كيلي ، صديقة جونيور وزوجته في وقت لاحق (الموسم الرابع وحتى نهاية هذا المسلسل).
- أندرو ماكفارلين -- توني جيفرز ، صديق كلير (الموسم الثاني وحتى نهاية هذا المسلسل).

### المتكررة والثانوية
- كينان ايفورى ايانز -- كين كيلي، شقيق الناجح مايكل.
- كات ويليامز -- بوبي شو، زميل سابق ومنافس لمايكل جاي.
- دامون وايانز الابن -- جون، صديق سخيفة من جونيور.
- ليستر "راستا" سبيت -- كالفين سكوت، أب فانيسا الغبي الحساس.
- ايلا جويس -- ياسمين سكوت، أم فانيسا الشجاعة.
- شون الن -- لاري، موظف مايكل إلى يعمل كثيراً.
- ليليانا مامى -- راشيل، واحدة من زملاء كادي التي كثيرا ما تُهين مايكل.
- جاميا سيمون ناش -- مومفورد اريثا شقيقة فرانكلين الصغرى.
- لاري ميلر -- ستيوارت تايلر، واحد من خصوم مايكل اللدودين لعدة حلقات في الموسم الثاني.
- مارلين فورت -- روزا لوبيز، ومربية كيلى/ مدبرة المنزل لعدة حلقات في الموسم الأول.
- لورين توم وآني هوو، صاحب أحد المطاعم الصينية المحلية الذي يذهب إلى مسابقة مع جاي.

## الإلغاء
في أيار / مايو 2005، دامون وايانز قرر إنهاء هذا المعرض، مشيرًا إلى انخفاض التقييم. المسلسل لم يحصل على النهاية السليمة، تُرك العرض مع نهاية معلقة. تفيد بعض المصادر أن النهاية كانت سيتم حلها بمعرفة جاي بأنها لم تكن حاملًا، ولكن هذه النظرية لم تتأكد قط من قبل ABC أو وايانز.

## نفوذ وايانز
كثيرون من أعضاء أسرة وايانز عملوا أمام الكاميرا أو من وراء الكواليس في زوجتي وأطفالي. في بعض الحالات، وقد تسارع التدرج الوظيفي. على سبيل المثال، داميان دانتي وأيانز كان منتجًا مشرفًا في الموسم الثلاث، ومنتج أو منتج مشارك في الموسم الرابع، ومحرر القصة التنفيذي في الموسم الرابع والخامس.

### وراء الكاميرا
في منتصف الموسم الثاني، كيم وأيانز، الذي كان يتصرف بخبرة في بطولة In Living Color وفي In the House أصبح كاتبًا للمسلسل بعد كتابة حلقات الموسم الثاني. أصبح المحرر التنفيذي للقصة في الموسم الثالث، ومنتج في الموسم الرابع والمنتج المشرف في الموسم الخامس. كيم لم يقم بالظهور أمام الكاميرا خلال العرض.
داميان دانتي أيانز كتب واخرج عدة حلقات من المسلسل في المواسم من الثالث حتى الخامس، دامون وأيانز، الابن، وكتب أربعة حلقات في الموسم وأصبح كاتبًا عاديًا في الموسم الخامس. ألفيرا أيانز أيضاً كتب بضع حلقات في الموسم الخامس. ديمون ابن عم كريغ أيانز بدأ ككاتب قصة والمحرر التنفيذي على العرض في الموسم الثاني، ومن ثم أصبح المنتج المشرف دون تخطي أحد.

### أمام الكاميرا
كينين ايفورى ايانز ظهر مرة واحدة ككين شقيق مايكل في الموسم الأول "A Little Romance".
أطفال دامون، كارا ميا، مايكل ودامون الابن ظهروا في حلقات خلال المواسم الأربعة الأولى. جوجو ودامون الابن لعبا دور أصدقاء مايك وجون، على التوالي، بينما لعبت كارا ميا صديقة كلير Bre في "Of Breasts and Basketball". شخصية كارا ميا أعيدت تسميتها شانتى في ظهورها في الموسم الثالث.